# Johann Friedrich Agthe
Johann Friedrich Agthe (* 28. Februar 1788 in Sangerhausen; † 25. November 1840 in Weimar) war Stadtmusiker in Weimar.

## Leben
Agthe war Sohn des Nadlermeisters und Wirts Johann Friedrich Agthe; Bruder von Friedrich Wilhelm und August Wilhelm Agthe. Er erhielt von Ostern 1802 bis Februar 1807 musikalische Ausbildung durch seinen Schwager, den Sangerhäuser Stadtmusikus Johann Silvester Franke. Danach war er Zögling des Weimarer Hof- und Stadtmusikus Karl Eberwein. Im Jahr 1815/16 war Agthe Premier-Hautboist beim Infanterieregiment „Prinz Friedrich August“ in Dresden, mit dem er am Frankreich-Feldzug teilnahm.  Als Stadtmusiker war er von 1816 an bis zu seinem Tode 1840 tätig. Er galt als „guter Kompositeur und sonst geschickter Musikus“. Sein Anstellungsvertrag datierte auf den 16. April 1816. Agthe versuchte den übermäßigen Anforderungen an die Stadtmusik, die durch die Entwicklungen in der Instrumentalmusik hervorgerufen wurden, gerecht zu werden. Er hatte sich vor allem dem Orchesternachwuchs zu widmen. Er arbeitete mit Johann Nepomuk Hummel und der Hofkapelle gut und erfolgreich zusammen. In der Hofkapelle unter Hummel spielte der Bruder August Wilhelm Agthe als ausgezeichneter Klarinettist, der wiederum zugleich Leiter am Collegium Musicum von Seminar und Gymnasium 1829/53 war.